# Rodrigo Cadiz
 (juillet 2023).
Pour les articles homonymes, voir Cadiz.
Rodrigo F. Cádiz (né en 1972) est un compositeur et ingénieur de l'université pontificale catholique du Chili, où il a étudié avec Alejandro Guarello, Aliosha Solovera et Pablo Aranda.

## Biographie
Rodrigo Cadiz a obtenu son doctorat en technologie musicale de la Northwestern University en 2006, où il a étudié avec Augusta Read Thomas, Jay Alan Yim, Virgil Moorefield, Amnon Wolman et Gary Kendall.
Sa musique comprend des œuvres pour tous les genres et a été programmée au Chili, aux États-Unis et en Europe, dans des lieux tels que le Festival de Música Chilena Contemporánea, June à Buffalo, ICMC, Bourges, SEAMUS et Música Viva.
Ses articles de recherche ont été publiés dans des revues telles que le Computer Music Journal et plusieurs conférences internationales. Il a enseigné plusieurs cours de musique assistée par ordinateur. Ses intérêts de recherche incluent le traitement audio numérique, la musique assistée par ordinateur, la composition, la perception et la cognition musicales et les applications musicales de la logique floue.
Cádiz est actuellement[Quand ?] chercheur associé à l'Institut de musique de l'université pontificale catholique du Chili et chercheur postdoctoral au Center for Magnetic Resonance Imaging, School of Engineering de l'université pontificale catholique du Chili. Il est membre d'AMC, SEAMUS, ICMA et il est l'actuel coordinateur général de la Communauté électroacoustique du Chili (CECH).

## Prix
Cadix a remporté plusieurs bourses et prix pour la création artistique et la recherche, parmi lesquels Beca Presidente de la República del Gobierno de Chile, Fondo de la Música Nacional, Fundación Andes et Studio22, CIRA, Wonderlic y Wyatt de la Northwestern University. Il a remporté plusieurs prix de composition au Chili et aux États-Unis.

## Ouvrages
- Cadiz, Rodrigo et Kendall, Gary (2005): A Particle-based Fuzzy Logic Approach to Sound Synthesis Actes de la Conférence sur la musicologie interdisciplinaire (CIMO5), Montréal
- Cadix, Rodrigo (2006): 'A Fuzzy-Logic Mapper for Audiovisual Media' dans Computer Music Journal Volume 30, Numéro 1 (Mars 2006) pp 67 - 82 (ISSN 0148-9267)
- Cadix, Rodrigo (2009) : Contrôle de l'informatique musicale par la logique floue : théorie et applications VDM Verlag  (ISBN 978-3-639-14112-2)